# Andrzej Bart
Andrzej Bart (ur. 3 września 1951 we Wrocławiu) – polski powieściopisarz, scenarzysta i reżyser.
Jest twórcą unikającym rozgłosu. Mawiano o nim, że to polski Thomas Pynchon, bo chce, aby mówiono o jego książkach i filmach, a jego samego pozostawiono w spokoju. Jego powieści były tłumaczone na francuski, niemiecki, hebrajski, czeski, węgierski, rosyjski i słoweński.

## Powieści

### Rien ne va plus
Młodość poświęcił na pisanie powieści Rien ne va plus. Ta opowieść o Polsce i Polakach widzianych oczyma cudzoziemca długo nie mogła się ukazać ze względów politycznych. Wydana w 1991 roku, natychmiast otrzymała Nagrodę Kościelskich i miała już w Polsce trzy wydania.

### Pociąg do podróży
W Pociągu do podróży (1999) pisarz rusza śladami dwóch nieudaczników, Żyda i Niemca, którzy zostają cofnięci do roku 1900, aby zabić młodego Adolfa Hitlera. Ekscentryczna podróż to pretekst do przyjrzenia się niewinności Europy zanim doświadczyła dwóch wojen światowych.

### Piąty jeździec Apokalipsy
Pod pseudonimem Paul Scarron Jr. napisał kryminał metafizyczny Piąty jeździec Apokalipsy (1999).

### Don Juan raz jeszcze
W powieści Don Juan raz jeszcze (2006), stary Don Juan, pokutuje w klasztorze za grzechy młodości. Przymuszony, rusza po swoją ostatnią przygodę. Ma uwieść królową Kastylii Joannę, która przemierza Hiszpanię z trupem swojego męża. Książka została nominowana do Nagrody Literackiej Nike 2007 oraz do Nagrody Literackiej Gdynia 2007.

### Fabryka Muchołapek
Najczęściej tłumaczoną powieścią Andrzeja Barta jest Fabryka Muchołapek (2008), zakwalifikowana do finału Nagrody Literackiej Nike 2009 oraz nominowana do Nagrody Literackiej Gdynia 2009. To opowieść o Chaimie Rumkowskim, przywódcy łódzkiego getta w czasie II wojny światowej.

### Rewers
W Rewersie (2009) Andrzej Bart przywraca do życia jedną ze swoich postaci, która w powieści Rien ne va plus popełnia samobójstwo. Młoda dziewczyna postawiona w stalinowskiej Polsce w sytuacji bez wyjścia, tym razem stawia czoła złu i wygrywa.

### Bezdech
Słynny polski reżyser od dwudziestu lat pracujący w Stanach Zjednoczonych ulega wypadkowi samochodowemu. Zawieszony między życiem a śmiercią wraca w malignie do kraju, aby zrobić to, na co jak sądzimy, zawsze będzie czas. Chce przeprosić, podziękować, ale też zemścić się.

### Dybuk mniemany
Andrzeja Barta odwiedza niespodziewany gość. Oznajmia, że właśnie jego wybrał na powiernika historii swojego zycia. Pisarz, niechętny temu pomysłowi, szybko orientuje się, że tym razem to nie on będzie rozdawał karty. Prywatne zapiski autora przeplatają się z fascynującą opowieścią o przedwojennej Warszawie, niemieckiej okupacji i życiu w getcie.

### Śmierć głośna, śmierć cicha
Za kilka miesięcy ulicą Piotrkowską przejedzie Adolf Hitler. Tymczasem inny niedoszły artysta morduje młode kobiety. Dla lepszego efektu w starannie wybranych miejscach podrzuca elegancko opakowane części ciała. W mieście działa już także niemiecka V kolumna. To ostatnie chwile Łodzi, w której, jak mawiał Izrael Joszua Singer, przeglądał się cały świat.

## Filmy

### Rewers
W roku 2009 film Rewers do którego Andrzej Bart napisał scenariusz zdobył główną nagrodę Złote Lwy na Festiwalu Polskich Filmów Fabularnych w Gdyni, a następnie został polskim kandydatem do Nagrody Akademii Filmowej. Od tej pory Rewers otrzymał wiele nagród, m.in. nagrodę dla Nowego Reżysera na 36. Międzynarodowym Festiwalu Filmowym w Seattle (2010) oraz Nagrodę za Najlepszy Debiut na 32. Międzynarodowym Festiwalu Filmowym w Moskwie.

### Filmy dokumentalne, filmy telewizyjne, słuchowiska, sztuki
Bart nakręcił wiele filmów dokumentalnych, między innymi Eva R. o córce pianisty Artura Rubinsteina, Hiob, o malarzu Marku Rudnickim, Marian Brandys, o pisarzu Marianie Brandysie. Jest autorem scenariusza i producentem filmu dokumentalnego Radegast. Napisał także scenariusz, a następnie reżyserował słuchowisko radiowe i film telewizyjny Boulevard Voltaire nagrodzony na Festiwalu Dwa Teatry w Sopocie (2011) nagrodami za najlepszy tekst i reżyserię. Jest autorem scenariusza i reżyserem słuchowiska radiowego Pan i Sługa, wystawionego przez Teatr Polskiego Radia 20 listopada 2011.
W roku 2012 napisał scenariusz i wyreżyserował słuchowisko radiowe Bezdech, wystawione przez Teatr Polskiego Radia 6 maja, 2012, a rok później napisał i wyreżyserował Bezdech jako sztukę telewizyjną, nagrodzoną na Festiwalu Dwa Teatry w Sopocie (2013) czterema nagrodami za najlepszy tekst, najlepszą rolę męską, montaż i muzykę, a także dwoma wyróżnieniami aktorskimi. Bezdech otrzymał także nagrodę „Brązowego Rycerza” na XXIV Festiwalu Filmowym w Sewastopolu oraz nagrodę za najlepszy scenariusz i za najlepszą reżyserię. Odtwórca głównej roli Bogusław Linda otrzymał nagrodę za najlepszą pierwszoplanową rolę męską na II Brazil International Film Festival.
W roku 2015 napisał scenariusz i wyreżyserował słuchowisko radiowe Owacja na stojąco wystawione w Scenie Teatralnej Trójki, a także Miejsce obok wyemitowane 28 lutego 2015. Wydany został także zbiór pięciu sztuk Andrzeja Barta, Sztuki i sztuczki (Narodowe Centrum Kultury, 2015).
W roku 2016 Andrzej Bart wyreżyserował czytanie performatywne Fabryki Muchołapek wystawione w Jewish Community Center w Warszawie.

## Lista powieści
- 1983: Człowiek, na którego nie szczekały psy, Wydawnictwo Łódzkie
- 1991: Rien ne va plus, Poprzeczna Oficyna (ISBN 83-00-03337-8)
- 1999: Pociąg do podróży, Noir sur Blanc
- 1999: Piąty jeździec Apokalipsy (pod pseudonimem Paul Scarron Junior), Noir sur Blanc
- 2006: Don Juan raz jeszcze, Wydawnictwo Literackie
- 2008: Fabryka muchołapek, Wydawnictwo W.A.B.
- 2009: Rewers, Wydawnictwo W.A.B. (ISBN 978-83-7414-676-0)
- 2013: Bezdech, Wydawnictwo W.A.B.
- 2021: Dybuk mniemany, Wydawnictwo Literackie
- 2021: Śmierć głośna, śmierć cicha, Dom Wydawniczy – Księży Młyn

### Tłumaczenia
- Rien ne va plus, Les Editions Noir Sur Blanc, 1993, Francja. Tłumaczenie: Élisabeth Destrée-Van Wilder.
- Rien ne va plus, Europa, 2005, Węgry. Tłumaczenie: Lajos Pálfalvi.
- Le goût du voyage, Les Editions Noir Sur Blanc, 1999, Francja. Tłumaczenie: Éric Morin-Aguilar.
- Le cinquième cavalier de l’Apocalypse, Les Editions Noir Sur Blanc, 1999, Francja. Tłumaczenie: Grażyna Erhard.
- Don Juan, une fois encore, Les Editions Noir Sur Blanc, 2009, Francja. Tłumaczenie: Robert Bourgeois.
- Die Fliegenfängerfabrik, Schöffling & Co. 2011, Niemcy. Tłumaczenie: Albrecht Lempp.
- Фабрика мухобоек, Gesharim, 2010, Rosja. Tłumaczenie: Ksenia Starosielska.
- Tovarna Muholovk, Babilon Maribor, 2010, Słowenia. Tłumaczenie: Jasmina Šuler-Galos.
- Továrna na mucholapky, Fra, Praha 2011, Czechy. Tłumaczenie: Jiří Červenka.
- The Flytrap Factory, Kinneret Zmora-Bitan, Izrael, 2011. Tłumaczenie: Anat Zajdman.
- Knochenpalast, Schöffling & Co. 2014, Niemcy. Tłumaczenie: Albrecht Lempp.

## Wydane sztuki teatralne
- 2015: Sztuki i sztuczki, Narodowe Centrum Kultury, 2015.

## Lista filmów
- Marian Brandys (1997, 19 min), z cyklu Złe miasto?[26] – scenariusz i reżyseria
- Cafe Mocca (1998, 19 min), z cyklu Złe miasto? – scenariusz i reżyseria
- Eva R. (1998, 19 min), z cyklu Złe miasto? – scenariusz i reżyseria
- Pałac (1998, 19 min), z cyklu Złe miasto? – scenariusz i reżyseria
- Andrzej Czeczot (1998, 20 min), z cyklu Złe miasto? – scenariusz i reżyseria
- Andrzej Braun (2000, 19 min) – scenariusz i reżyseria
- Hiob (2000, 20 min) – scenariusz i reżyseria
- Powinność (2001, 26 min) – scenariusz i reżyseria
- Maestro (2001, 26 min) – scenariusz i reżyseria
- Radegast (2008, dok. 50 min) – scenariusz
- Rewers (2009, fab.) – scenariusz
- Boulevard Voltaire (2010, PR2) – scenariusz i reżyseria[38]
- Bezdech (2013, 75 min) – scenariusz i reżyseria[39]

## Nagrody
- 1991: Nagroda Fundacji im. Kościelskich za powieść Rien ne va plus.
- 2010: Złota Kaczka miesięcznika „Film” dla najlepszego scenarzysty w sezonie 2009/2010 za scenariusz Rewersu.
- 2010: Polska Nagroda Filmowa, Orzeł w kategorii „najlepszy scenariusz” za Rewers.
- 2010: Doroczna Nagroda Ministra Kultury i Dziedzictwa Narodowego.
- 2010: Nagroda Telewizji Polskiej TeleSplendor (w ramach Splendorów) za najbardziej telewizyjne słuchowisko radiowe[40].
- 2011: Nagrody dla najlepszego reżysera i za najlepszy scenariusz na XI Festiwal Teatru Polskiego Radia i Teatru Telewizji Polskiej Dwa Teatry w Sopocie[41]
- 2012: Nagroda Miast Partnerskich Torunia i Getyngi im. Samuela Bogumiła Lindego[42].
- 2013: Nagroda za oryginalny współczesny polski tekst dramatyczny lub adaptację teatralną na XIII Festiwalu Teatru Polskiego Radia i Teatru Telewizji Polskiej Dwa Teatry w Sopocie[43]
- 2014: Nagroda dla najlepszego pierwszoplanowego aktora na festiwalu Brasil de Cinema Internacional dla Bogusława Lindy za rolę w „Bezdechu”[44]
- 2015: XXIV Festiwal Filmowy w Sewastopolu; Nagroda „Brązowego Rycerza” oraz Nagroda za Najlepszy Scenariusz i za Najlepszą Reżyserię[32].
- 2023: Nagroda Złoty Ekslibris Wojewódzkiej Biblioteki Publicznej im. Marszałka Józefa Piłsudskiego w Łodzi w kategorii: Najlepsza Powieść o Łodzi i Ziemi Łódzkiej za powieść Śmierć głośna, śmierć cicha[45][46].